# Otar Dadunaszwili
Otar Dadunaszwili (gruz. ოთარ დადუნაშვილი; ur. 21 marca 1928, zm. 28 sierpnia 1992) – gruziński kolarz torowy, reprezentant Związku Radzieckiego, uczestnik igrzysk olimpijskich.
Wystąpił na letnich igrzyskach olimpijskich 1952 odbywających się w Helsinkach, podczas których uczestniczył w sprincie. Udział w rywalizacji zakończył w repasażu po pierwszej rundzie, gdzie zajął 2. miejsce.
Zdobył tytuł mistrza ZSRR w 1952 w sprincie i tandemie. Był zawodnikiem klubu Buriewiestnik Tbilisi w latach 1951–1952. Za osiągnięcia sportowe został wyróżniony tytułem Zasłużony Mistrz Sportu ZSRR w 1951.